# Lucha-Filme
Lucha-Filme, Luchador-Filme oder Lucha-Libre-Filme ist ein mexikanisches Filmgenre, das in den 1950er Jahren populär wurde und eng mit Lucha Libre, der mexikanischen Form des Wrestlings verbunden ist.

## Geschichte
Ausgehend von einer Welle maskierter Helden im US-amerikanischen Kino der 1940er Jahre wie beispielsweise Zorro, der Lone Ranger, Batman oder Green Hornet wurde diese Form des Superheldenfilms auch in Mexiko populär. Im mexikanischen Lucha Libre, eine Form des Wrestlings, treten die Protagonisten bei den Showkämpfen ebenfalls mit Masken an, die oft kunstvoll gestaltet sind. Der erste Film, der gemeinhin als Lucha-Film bezeichnet wird, ist Huracán Ramírez. Der Titelheld war tatsächlich kein Luchador, sondern ein Schauspieler. Nachdem seine Rolle aber so populär war, traten mehrere Wrestler unter dem Namen an. Bekannt wurde aber vor allem Daniel García Arteaga, der den Charakter auch in mehreren Filmen verkörperte.  Im mexikanischen Wrestling sind die Masken populär und gelten, anders als im US-amerikanischen Raum als Statussymbole, über die sich die Wrestler definieren. Ihre wahre Identität bleibt geheim, so dass sich auch Mythen um sie ranken. Der Wrestler El Santo trug seine Maske auch in der Öffentlichkeit. Es gab eine Comic-Reihe, die nach ihm benannt war. Alleine El Santo hat in 58 Filmen mitgespielt. Ein weiterer bekannter Luchador war Blue Demon. Die beiden spielten auch in mehreren Filmen zusammen.
Die meisten Filme laufen nach der gleichen Formel ab: der Protagonist ist ein maskierter Wrestler, ein sogenannter Luchador. In der Zeit während seinen Ringauftritten vertreibt er sich die Zeit damit, der Polizei zu helfen und gegen das Verbrechen oder gegen dunkle Mächte anzutreten. In den 1960er Jahren mischte sich das Genre unter anderem mit dem Horrorfilm, so dass der Luchador auch gegen Horrorgestalten wie Vampire oder Werwölfe antrat. Die Filme entstanden oft mit niedrigem Budget, enthielten zahlreiche Kontinuitätsfehler und waren nicht selten aus altem Archivmaterial (insbesondere bei den Wrestling-Szenen) zusammengeschnitten. Robert Rodriguez und auch Quentin Tarantino übernahmen einige Elemente aus den Lucha-Filmen.
Während das Genre in Mexiko dem Mainstream-Kino angehörte, wurden nur wenige Filme außerhalb der Landesgrenzen gezeigt. Jedoch gibt es ein paar Ausnahmen:
- Santo Vs. the Vampire Women (1962) wurde populär als es in der beliebten britischen Fernsehserie Mystery Science Theater 3000 ausgestrahlt wurde.[3]
- Supermann gegen Vampire (1962) lief 1967 in den deutschen Kinos.[4]
- Santo und der blaue Dämon gegen Dracula und Frankenstein lief 2015 auf Arte.[5]
- Nacho Libre (2006) mit Schauspieler Jack Black ist eine US-amerikanische Satire und Hommage an die Lucha-Filme.
- Im Fantasyfilm Chupa spielt ein alternder Lucha-Libre-Wrestler eine Hauptrolle.

## Liste von Lucha-Filmen
- 1953: Huracán Ramírez
- 1954: El enmascarado de plata (mit El Médico Asesino)
- 1956: La sombra vengadora
- 1956: La sombra vengadora vs. La mano negra
- 1957: Ladrón de cadáveres
- 1957: Furias desatadas
- 1957: Secuestro diabolico
- 1959: La última lucha
- 1960: Los tigres del ring
- 1960: Neutrón, el enmascarado negro
- 1961: Santo contra cerebro del mal
- 1961: La furia del ring
- 1961: Santo contra hombres infernales
- 1961: Santo contra los Zombies
- 1962: El Misterio de Huracán Ramírez
- 1962: Supermann gegen Vampire (El Santo contra las mujeres vampiros)
- 1962: Santo contra el rey del crimen
- 1962: Asesinos de la lucha libre
- 1963: Santo en el hotel de la muerte
- 1962: Los autómatas de la muerte (mit Neutron)
- 1962: La venganza de la sombra
- 1962: Sangre en el ring
- 1963: Neutrón contra el Dr. Caronte
- 1963: Santo contra el cerebro diabólico
- 1963: Santo en el museo de cera
- 1963: Santo en el hotel de la muerte
- 1963: Tormenta en el ring
- 1963: La sombra blanca
- 1963: Las luchadoras contra el médico asesino (mit Gloria Venus und Golden Rubi)
- 1964: Las luchadoras contra la momia (mit Gloria Venus und Golden Rubi)
- 1964: Neutrón contra el criminal sádico
- 1964: El ciclón de Jalisco
- 1964: Las chivas rayadas
- 1965: El hacha diabólica
- 1965: Las lobas del ring
- 1965: Los asesinos del karate  (mit Neutron)
- 1965: Santo vs el estrangulador
- 1965: El asesino invisible
- 1966: Blue Demon vs. el poder satánico
- 1966: La mano que aprieta
- 1966: Profanadores de tumbas (mit El Santo)
- 1966: Espectro del estrangulador (mit El Santo)
- 1966: El Hijo de Huracán Ramírez
- 1966: Cada quién su lucha
- 1967: Santo el Enmascarado de Plata vs ’La invasión de los marcianos‘
- 1967: El barón Brakola (mit El Santo)
- 1965: Blue Demon: El Demonio Azul
- 1966: Operacion 67 (mit El Santo)
- 1966: Blue Demon vs. el poder satánico (mit Blue Demon)
- 1967: La Venganza de Huracán Ramírez
- 1967: Las mujeres panteras
- 1968: El tesoro de Moctezuma (mit El Santo)
- 1968: Atacan las brujas (mit El Santo)
- 1968: Blue Demon destructor de espias
- 1968: La sombra del murciélago (mit Blue Demon)
- 1968: Arañas infernales (mit Blue Demon)
- 1968: Santo el enmascarado de plata vs los villanos del ring
- 1968: Blue Demon contra cerebros infernales
- 1968: Blue Demon contra las diabólicas
- 1968: Pasaporte a la muerte (mit Blue Demon)
- 1968: La sombra del murciélago
- 1968: La mujer murcielago
- 1969: Santo en la frontera del terror
- 1969: Santo frente a la muerte
- 1969: Santo contra Capulina
- 1969: Santo en El tesoro de Drácula
- 1969: Blue Demon y las invasoras
- 1969: Mil máscaras
- 1969: Las vampiras (mit Mil Máscaras)
- 1969: Enigma de muerte (mit Mil Máscaras)
- 1969: Cazadores de espías
- 1969: Horror Monster schlagen zu (Las luchadoras vs el robot asesino)
- 1970: La venganza de las mujeres vampiro (mit El Santo)
- 1970: Santo contra los jinetes del terror
- 1970: El mundo del los muertos (mit El Santo)
- 1970: El caballero enmascarado de plata
- 1970: Santo contra Blue Demon en la Atlantida
- 1970: Santo el enmascarado de plata y Blue Demon contra los monstruos
- 1970: Santo contra los asesinos de la mafia
- 1970: El mundo del los muertos (mit Blue Demon)
- 1971: Ssuperzam el invencible
- 1971: Santo en la venganza de la momia
- 1971: Santo contra los cazadores de cabezas
- 1971: Santo contra la mafia del vicio
- 1971: Los campeones justicieros (mit Blue Demon und Mil Máscaras)
- 1972: Santo vs. la hija de Frankestein
- 1972: Las momias de Guanajuato (mit El Santo und Blue Demon)
- 1972: Vuelven los campeones justicieros (mit Blue Demon)
- 1972: El robo de las momias de Guanajuato (mit Mil Máscaras)
- 1973: Santo y el águila real
- 1973: Huracán Ramírez y la Monjita Negra
- 1973: Santo contra los asesinos de otros mundos
- 1973: Las bestias del terror (mit El Santo)
- 1973: Santo contra la magia negra
- 1973: Santo contra el doctor Muerte
- 1973: Superzan y el niño del espacio
- 1973: La venganza de la llorona (mit El Santo)
- 1973: Misión suicida (mit El Santo)
- 1973: Santo contra los secuestradores
- 1973: Santo und der blaue Dämon gegen Dracula und Werwolf (Santo y Blue Demon contra Dracula y el Hombre)
- 1973: Blue Demon y Zovek en La invasión de los muertos
- 1973: El castillo de las momias de Guanajuato
- 1973: Las bestias del terror (mit Blue Demon)
- 1973: Una rosa sobre el ring  (mit Mil Máscaras)
- 1974: Santo y Blue Demon contra el doctor Frankenstein
- 1974: Santo en Anónimo mortal
- 1974: Los vampiros de Coyoacán (mit Superzan und Mil Máscaras)
- 1974: El triunfo de los campeones justicieros (mit Blue Demon)
- 1974: Leyendas macabras de la colonia (mit Mil Máscaras)
- 1974: Los leones del ring
- 1974: Los leones del ring contra la Cosa Nostra
- 1974: Karla contra los jaguares
- 1974: De sangre chicana
- 1975: El misterio de la perla negra (mit El Santo)
- 1975: El poder negro (Black power)
- 1975: Noche de muerte (mit Blue Demon)
- 1975: La mafia amarilla (mit Blue Demon)
- 1975: El investigador Capulina
- 1975: Los jaguares contra el invasor misterioso
- 1976: Santo vs. las lobas
- 1976: La noche de San Juan: Santo en Oro negro
- 1976: El hijo de Alma Grande (mit Blue Demon)
- 1977: Misterio en las Bermudas (mit Blue Demon und El Santo)
- 1979: Chanoc y el hijo del Santo contra los vampiros asesinos
- 1979: Mysterio en las Bermuds (mit Blue Demon)
- 1979: Ángel del silencio
- 1979: El torito puños de oro
- 1981: Santo contra el asesino de la T.V.
- 1981: Chanoc y el hijo del Santo contra los vampiros asesinos
- 1981: El Hombre sin Rostro (mit El Santo)
- 1982: El puño de la muerte (mit El Santo)
- 1982: La furia de los karatecas (mit El Santo)
- 1982: El torito de Tepito
- 1983: El hijo de Santo en frontera sin ley
- 1984: Se sufre pero se goza
- 1989: Huracán Ramírez contra los terroristas
- 1991: El hijo del Santo en el poder de Omnicron
- 1991: La fuerza bruta
- 1991: La leyenda de una máscara
- 1992: La revancha
- 1992: Lucha a muerte
- 1992: Mofles y Canek en mascara vs. cabellera
- 1993: Vampiro, guerrero de la noche
- 2001: Santo: Infraterrestre
- 2006: Los pajarracos
- 2023: Cassandro